# Daniel I. Axelrod
Daniel Isaac Axelrod (Brooklyn, 16 de julio de 1910-2 de junio de 1998) fue uno de los principales ecopaleontólogos del siglo XX especializado en la flora del Terciario de la Cordillera de los Andes, en particular, la correlación de evidencia fósil de floras específicas con indicadores de cambio climático.

## Biografía
Era el mayor de cinco hijos, de una familia de inmigrantes rusos. Recibió su A.B. en botánica, y un M.A. y un Ph.D. en paleobotánica por la Universidad de California en Berkeley. Sirvió en la United States Army durante la Segunda Guerra Mundial realizando fotointerpretación y análisis estratégicos de fotos aéreas 3D de terranos. Después de la guerra fue contratado como profesor asistente de geología en la Universidad de California en Los Ángeles. Con el tiempo se convirtió en profesor de tiempo completo de geología y botánica en la UCLA antes de dirigirse a la Universidad de California en Davis, y al final de su carrera como profesor de paleoecología.
Murió repentina e inesperadamente en su casa de un ataque al corazón, a los 87 años.
Sus colecciones de especímenes de floras fósiles se hospedan en el Museo de Paleontología de la Universidad de California.

## Algunas publicaciones
- daniel i. Axelrod. 2000. A Miocene (10-12 Ma) Evergreen Laurel-Oak Forest from Carmel Valley, California. Univ. of California Publ.: Geological Sci. 145. Univ. of California Press; Berkeley, California
- peter h. Raven, daniel i. Axelrod. 1998a. Origin and Relationships of the California Flora. Special Publications Series. Edición reimpresa de California Native Plant Soc. 134 pp. ISBN 0-943460-27-1
- daniel i. Axelrod. 1998b. The Oligocene Haynes Creek Flora of eastern Idaho. Volumen 143 de Univ. of California publications in geological sci. Edición ilustrada de Univ. of California Press, 99 pp. ISBN 0-520-09824-2
- --------------------------. 1998c. The Eocene Thunder Mountain flora of Central Idaho. Volumen 142 de Univ. of California publications in geological sciences. Editor Univ. of California Press, 61 pp.
- --------------------------. 1995]. The Miocene Purple Mountain flora of western Nevada. Volumen 139 de Univ. of California Publ. in Geological Sci. Edición ilustrada de Univ. of California Press, 62 pp. ISBN 0-520-09797-1
- --------------------------. 1967a. Geologic history of the californian insular flora. 49 pp.
- --------------------------. 1967b. Evolution of the Californian closed-cone pine forest. 57 pp.
- --------------------------. 1966a. Potassium-argon ages of some western tertiary floras. 10 pp.
- --------------------------. 1966b. The Eocene copper basin flora of northeastern Nevada. Vols. 59-61. Editor Univ. of California Press, 124 pp.
- --------------------------. 1965. A method for determining the altitudes of tertiary floras. 28 pp.
- --------------------------. 1962. Post-pliocene uplift of the Sierra Nevada, California. 16 pp.
- --------------------------. 1959. Miocene floras of the Columbia Plateau: Composition and interpretation. Systematic considerations. Con Ralph W. Chaney. Partes 1-2. N.º 617 de Carnegie Institution of Washington publ. Editor	Carnegie Institution of Washington, 237 pp.
- --------------------------. 1959. Late tertiary floras and the Sierra Nevadan uplift. 27 pp.
- --------------------------. 1939. Contributions to Paleontology: a Miocene Flora from the western border of the Mohave Desert. 129 pp.

## Honores
- 1976: profesor emérito en la Davis

Miembro de
- 1981: Academia Estadounidense de las Artes y las Ciencias.[2]

Medallas de
- 1979: Hayden Memorial Geology Award, de la Academia de Filadelfia de Ciencias Naturales
- 1980: Academia de California de Ciencias
- 1985: Palaeobotanical Society International
- 1990: Paleontological Society
- 1993]: Mérito de la Sociedad Botánica de Estados Unidos

## Eponimia
- (Araceae) Cryptocoryne axelrodii Rataj[3]
- (Poaceae) Tarigidia axelrodii A.S.Vega & Rúgolo[4]